# まいった
『まいった』は忍者の5枚目のアルバム。

## 内容
- 本作のみジャケットに写真を使用しておらず、代わりにナンシー関による消しゴム版画のイラストとなっている。
- このアルバムから日本一までに収録された楽曲作詞は全て秋元康が担当するようになった。

## 収録曲
（全作詞：秋元康）
1. ジャニーズワールドへようこそ
  - 作曲：井上大輔、編曲：船山基紀
2. ハラショ! ［CREAZY SUMMER MIX］
  - 作曲：鈴木キサブロー、編曲：船山基紀
3. GEISHA
  - 作曲：鈴木キサブロー、編曲：船山基紀
4. まいった
  - 作曲：後藤次利、編曲：鷺巣詩郎
5. 僕には何ができるだろう
  - 作曲：鈴木キサブロー、編曲：船山基紀
6. B級ホラーショウ
  - 作曲：後藤次利、編曲：鷺巣詩郎
7. 風よ
  - 作曲：馬飼野康二、編曲：船山基紀
8. IF YOU LOVE ME……
  - 作曲：Tim Forest、編曲：船山基紀
9. Dearest
  - 作曲：井上大輔、編曲：船山基紀